# Cole Tinkler
Cole Tinkler (* 5. Mai 1986 in Hamilton) ist ein neuseeländischer Fußballspieler.

## Karriere
Tinkler spielte zu Beginn seiner Fußballerlaufbahn bei Waikato United, Melville United, Tauranga City, Waitakere City und Waikato FC.
2005/06 stand der Verteidiger in der Premierensaison der A-League beim neuseeländischen Klub New Zealand Knights unter Vertrag. Im Anschluss spielte er beim Auckland City FC und wechselte Anfang 2007 in die S.League zu Sengkang Punggol. Mit Sengkang erreichte er das Finale des Singapore League Cup 2007, unterlag dort aber den Woodlands Wellington mit 0:4.
Ende Dezember schloss er sich dem neuseeländischen Team Wellington an und erreichte mit der Mannschaft die Finalrunde. Dort gewann man im Preliminary Final gegen den Titelverteidiger Auckland City mit 4:3 nach Verlängerung, unterlag aber im Finale dem Meister der regulären Saison, Waitakere United mit 0:2. Im Finale kam Tinkler nicht zum Einsatz. 2010 spielte Tinkler in Australien für die Macarthur Rams, 2011 in der New South Wales Premier League für die APIA Leichhardt Tigers. Anfang 2013 absolvierte er eine Partie im finnischen Ligapokal für den Kuopion PS. Zwischen 2013 und 2023 ist sein Verbleib ungeklärt; danach stand er bei unterklassigen Northland FC unter Vertrag.
Tinkler durchlief sämtliche Juniorenauswahlen Neuseelands und nahm mit der Olympiaauswahl (U-23) an den Olympischen Sommerspielen 2008 in Peking teil. Beim dortigen Vorrundenaus wurde er in den Partien gegen China und Belgien jeweils gegen Spielende eingewechselt.